# Karel Kesselaers
Karel Kesselaers est un footballeur belge né le 3 septembre 1959 à Oeleghem, Ranst (Belgique).

## Biographie
Débutant au KSK Oeleghem, Karel Kesselaers est défenseur au FC Malines à partir de 1977. Avec ce club il remporte la Coupe de Belgique en 1987 et participe à la campagne européenne victorieuse en Coupe des Vainqueurs de Coupe, l'année suivante. Mais le défenseur ne joue pas la finale.
Il joue encore en Division 1 en 1988-1989 au KSK Beveren.

## Palmarès
- Vice-champion de Belgique en 1987 et 1988 avec le FC Malines
- 143 matches et 14 buts marqués en Division 1[2].
- Vainqueur de la Coupe de belgique en 1987 avec le FC Malines